# Władysław Grzeszczak
Władysław Jan Grzeszczak (ur. 17 czerwca 1953 w Czechowicach, zm. 22 grudnia 2021 w Łaziskach Górnych) – polski lekarz, profesor medycyny, kierownik Katedry i Kliniki Chorób Wewnętrznych, Nefrologii i Diabetologii Śląskiego Uniwersytetu Medycznego w Zabrzu.

## Życiorys
Ukończył Śląską Akademię Medyczną w 1978 r., doktorat obronił w 1982, habilitował się w 1986. W 1993 otrzymał tytuł profesora nadany przez Prezydenta Rzeczypospolitej Polskiej. Uczeń profesora Franciszka Kokota, w którego Klinice pracował do 1991, po czym został kierownikiem Kliniki w Zabrzu.
Członek Senatu Akademii Medycznej od 1993, autor wielu artykułów, z czego 128 było cytowanych przez innych autorów, 7 książek, 20 rozdziałów w książkach.
W latach 2007–2011 prezes Polskiego Towarzystwa Diabetologicznego. 
Członek Rady Naukowej wielu czasopism, między innymi: „Przegląd Lekarski”, „Nefrologia i Dializoterapia Polska”, „Diabetologia Praktyczna”, „Choroby Serca i Naczyń”, „Nefrologia i Nadciśnienie Tętnicze”, „Medycyna Praktyczna”.
Opiekun 51 przewodów doktorskich i 3 habilitacyjnych. Pod jego kierunkiem 4 osoby uzyskały tytuł profesora.
Zmarł w wieku 68 lat. Został pochowany na cmentarzu parafialnym w Łaziskach Górnych.

## Odznaczenia
- Złoty Krzyż Zasługi (2008)[3]